# پاراگل خان
پاراگل خان در اواخر قرن ۱۵ و اوایل قرن شانزدهم مدیر و فرمانده نظامی سلطانیت بنگال بود. وی به عنوان ژنرال علاءالدین حسین شاه فعالیت داشت.

## زندگی‌نامه
پدر خان، راستی خان، یک فرمانده نظامی تحت بود رکن الدین باربک شاه در چیتاگونگ منطقه. خانواده وی نسل‌ها در منطقه زندگی می‌کردند. پس از آن که علاء الدین حسین شاه چیتاگونگ را فتح کرد، وی خان را با عنوان لشکر فرمانده کرد. وی کمک‌های مالی زیادی را از شاه، حاکم سلطان بنگال دریافت کرد.